# Дом-музей Михаила Хергиани
Дом-музей Михаила Хергиа́ни — музей, посвященный памяти известного советского альпиниста, семикратного чемпиона СССР, Михаила Виссарионовича Хергиани, трагически погибшего в 1969 году. Его называли «тигром скал», а песни ему посвящали Владимир Высоцкий и Юрий Визбор. Расположен в родовом доме Хергиани в Местиа.

## История создания музея
Музей расположен в старой части Местии (деревня Лагами), в доме, принадлежавшем роду Хергиани, здесь родился будущий альпинист.
Дом представляет собой типичный для этих мест жилой комплекс — традиционный сванский дом «мачуб» и родовую башню, пристроенную к нему. Башни не отапливались и в мирное время использовались для хранения продовольствия, вход в них шёл прямо из дома.
Музей был основан родственниками и друзьями альпиниста. Одним из организаторов музея, внесшим большой вклад в его развитие, был Юрий Борисович Бурлаков (1930—2016) — создатель и руководитель первых секций по альпинизму и скалолазанию, председатель Федерации альпинизма и скалолазания Ялты (1959—2007), почётный президент Федерации скалолазания Республики Крым, первый крымский мастер спорта СССР и инструктор по альпинизму, автор биографической книги о М. Хергиани «Восходитель». На протяжении многих лет он был директором дома-музея Хергиани, а затем стал его почётным директором и почётным гражданином Местии.

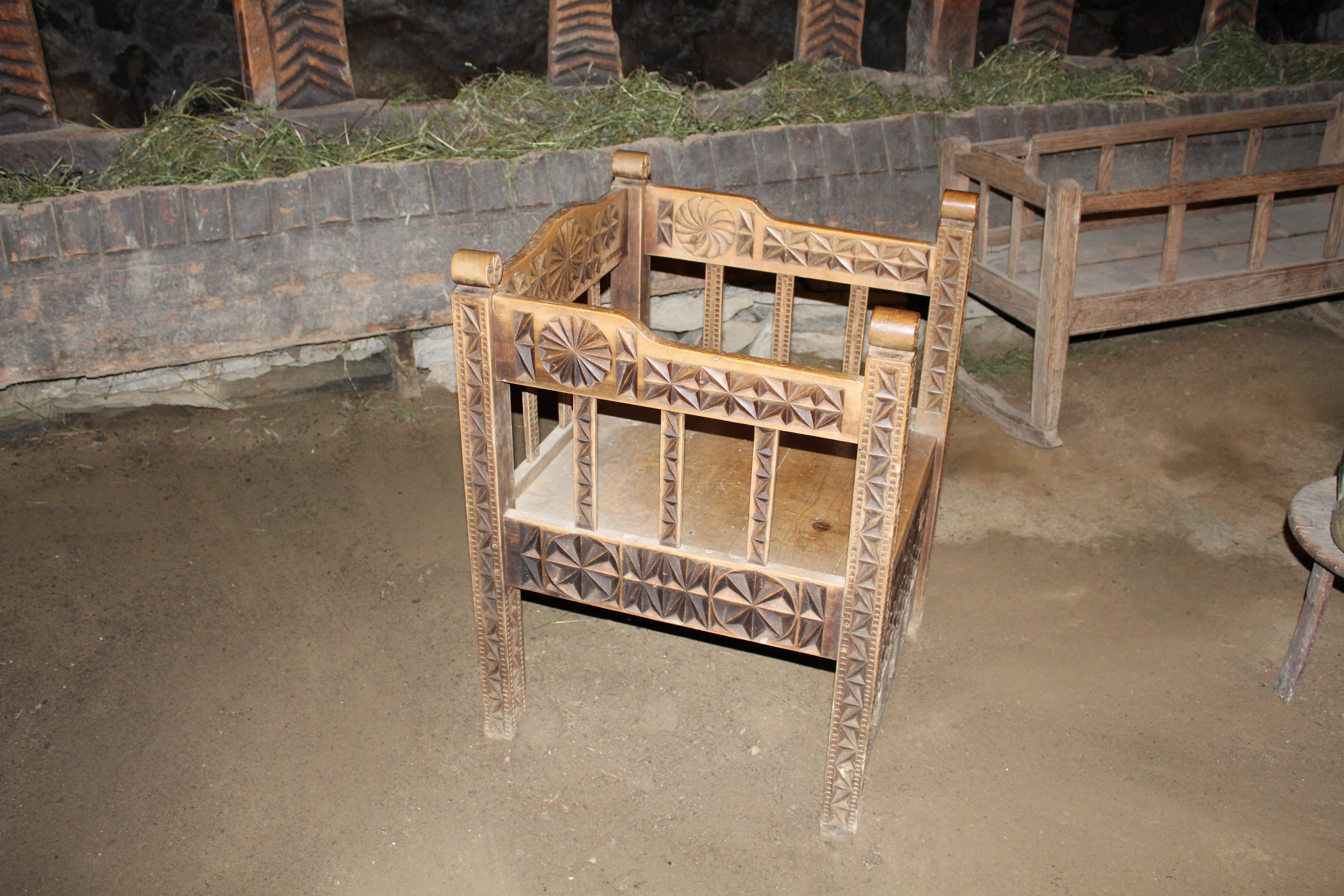
Резное деревянное кресло для старейшины рода

В 1979 году, в доме, где проживали родственники Хергиани, к празднику «Мишаоба» (День Миши) открылся небольшой однозальный музей. Одновременно строился отселенческий дом для семьи, проводились музеефикация усадьбы, её укрепление, поиски экспонатов. Со всех концов Советского Союза неравнодушные поклонники Михаила Хергиани высылали в музей письма, бандероли, посылки. Часть предметов отбиралась в стационарную экспозицию, часть в раздел — «Дары музею».
В 1985 году монтаж стационарной экспозиции полностью завершился и дом-музей Михаила Хергиани открылся для посетителей.

## Экспозиция музея
Экспозиция музея начинается с главного помещения сванского дома. Здесь представлены этнографические предметы, принадлежавшие семье Хергиани: колыбель, висящая рядом с очагом, резной стул, обеденный стол и лавки, светильник, незатейливая посуда.
В комнате Михаила сохранена прижизненная обстановка: шкаф, кровать, над которой висит дружеский шарж с изображением Михаила в виде тигра, выполненный московским художником Алексеем Гапоненко, стол, на стене висит карта-схема хребтов Гималаев.
Отдельный зал музея посвящён истории советского альпинизма. Здесь экспонируются примеры снаряжения прошлого: старинные примусы, ледорубы, айсбайль, скальный молоток с деревянными древками, компасы и многое другое. Представлены тренировочная форма и награды Хергиани, отдельный стенд посвящён возглавляемому им спасательному отряду.

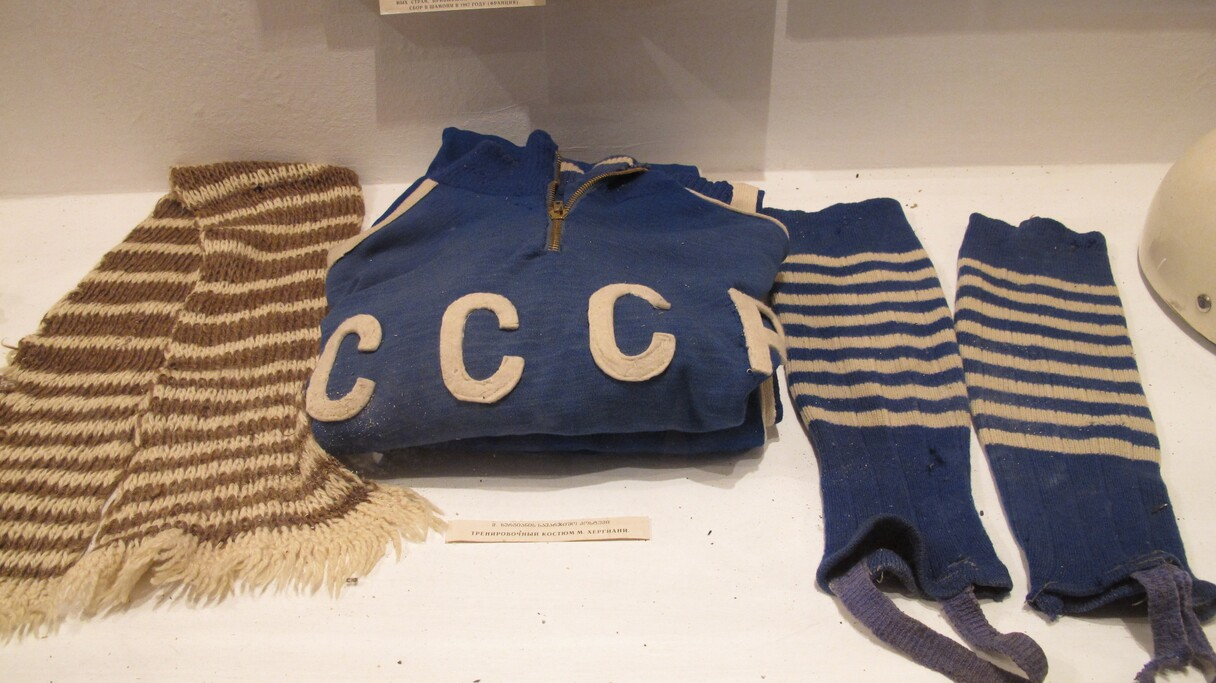
Тренировочная форма Михаила Хергиани

В экспозиции собраны описания зарубежных восхождений Хергиани и трагического случая, при котором он погиб. Рядом — фотографии мест, которые были названы в честь этого отважного альпиниста.
Внутри башни, высоко на отвесной стене, похожей на скалу, висит та самая роковая веревка красного цвета, вместе с которой оборвалась жизнь культового сванского альпиниста.
«Есть в доме Михаила Хергиани

веревка та, что предала его,

звеня струной, натянутой на грани

добра и зла,

всего и ничего.

Он только высотою утолялся,

но сам себя он высотой не спас,

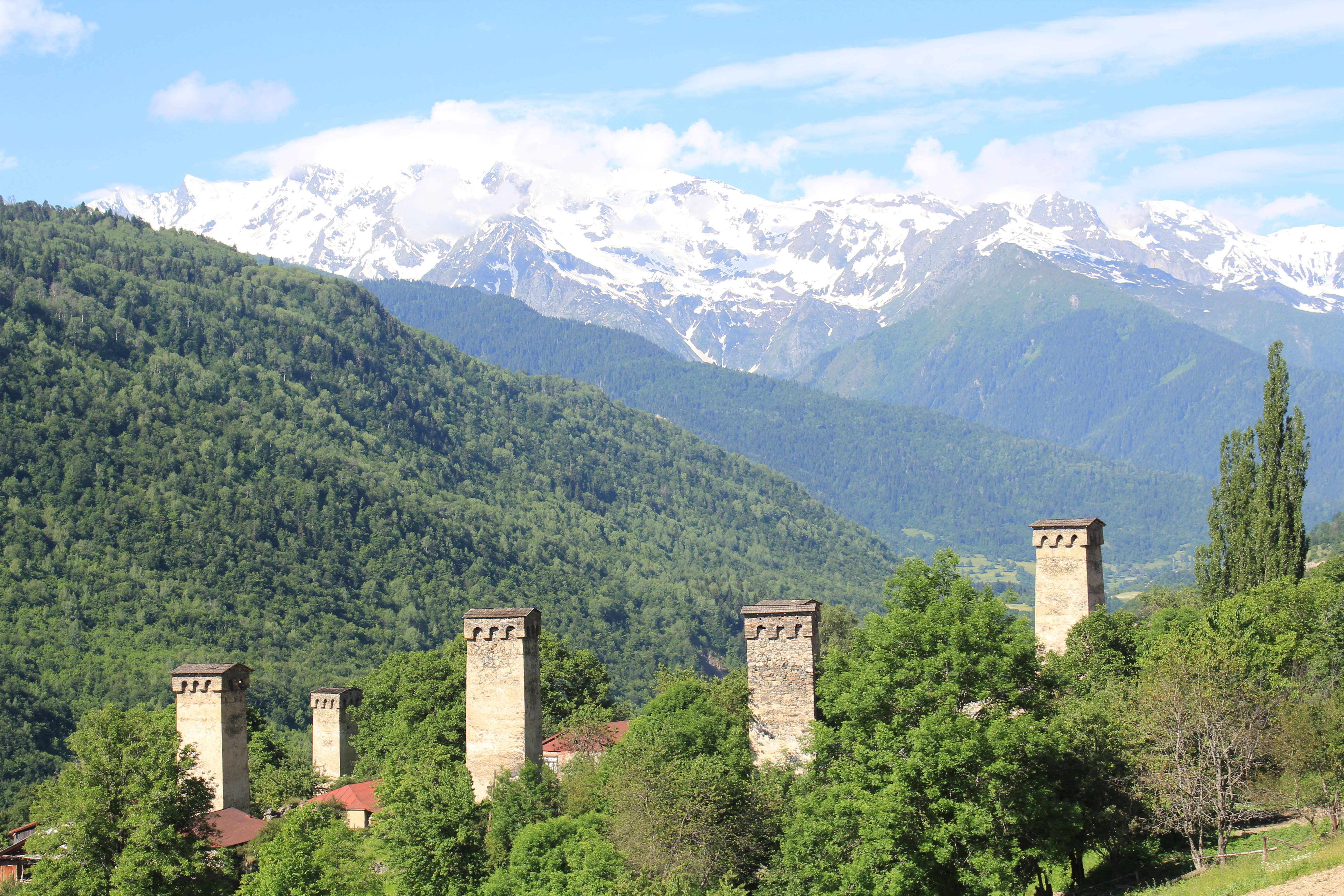
Сванские башни

и треск нейлона в скалах итальянских

все окна в сванских домиках затряс.

Я трогаю лохматины волокон,

обманчивых,

на вид почти стальных…

Как можно верить людям

и веревкам

с предателинкой,

прячущейся в них!»

Евгений Евтушенко, «Верёвка Хергиани».
На крыше башни дома Хергиани устроена смотровая площадка, с которой открывается красивый вид на поселок и окружающие его горы.
Экскурсии по экспозиции музея проводит один из прямых потомков Хергиани — его племянник Михаил, тоже альпинист.